# Gezinsvervangend tehuis
Gezinsvervangende tehuizen zijn na de Tweede Wereldoorlog ontstaan als vervanging van de veel grotere sanatoria. In deze sanatoria werden alle mensen die niet goed in de maatschappij konden functioneren "opgesloten". Omdat er na de oorlog een stroming op gang kwam die voor een menswaardig bestaan van iedereen was (humanitaire stroming) zijn gezinsvervangende tehuizen ontstaan. Het concept van een gezinsvervangend tehuis is halverwege de jaren zestig ontstaan. 

## Doel
Het doel van deze huizen is, zoals de naam al aangeeft, het vervangen van een gezin. De gezinssituatie wordt zo veel mogelijk nagebootst. Dit wordt vormgegeven door een gezamenlijke huiskamer, waar gegeten en ontspannen wordt, en een individuele slaapkamer.

## Toekomst
Anno 2008 worden veel bestaande gezinsvervangende tehuizen verbouwd of nieuw gebouwd. Dit komt doordat veel huizen volgens nieuwe inzichten te groot zijn. Men wil zo veel mogelijk mensen zo zelfstandig mogelijk laten leven. Hierdoor worden er kleinere woningen gebouwd zodat de groepen kleiner worden, en er meer aanleunwoningen ontstaan.